# إينيغو أرتيجا
إينيغو أرتيجا (بالإسبانية: Iñigo Arteaga Nieto) هو لاعب كرة قدم إسباني في مركز حراسة المرمى، ولد في 16 ديسمبر 1972. لعب مع راسينغ فيرول.